# Henri Giraud (humoriste)
Pour les articles homonymes, voir Henri Giraud.
Henri Giraud, est un humoriste, acteur et musicien français, principalement connu pour son rôle d'imitateur de Coluche.

« Coluche est un génie irremplaçable, ma seule prétention est de le faire revivre sur scène pour lui rendre hommage. Il n'y a qu'un seul Coluche. [...] J'interprète le personnage avec humilité. »

— Henri Giraud

## Biographie

### Débuts
Henri Giraud naît le 2 mars 1957 au Coteau, près de Roanne, dans une famille ouvrière (père carrossier, mère repasseuse). À six ans il fait ses premiers pas sur scène comme accordéoniste, avant de devenir comédien, chanteur, auteur et metteur en scène dans une troupe amateur au Coteau. Il écrit ses premiers sketches vers l'âge de 15 ans. Après son diplôme universitaire de technologie (DUT) de chimie il travaille au laboratoire de biochimie de l'hôpital de Roanne,,.

### Humoriste
Lors de ses apparitions dans la troupe amateur, les spectateurs lui font remarquer une certaine ressemblance avec Coluche,. Henri Giraud décide alors d'exploiter cette dernière comme il l'expliquera quelques années plus tard : « Je cherchais un nouveau créneau pour mes spectacles et c'est celui que j'ai choisi, guidé au départ par le sosie de la reine d'Angleterre, à Villeurbanne. Je ne me considère pas moi-même comme un sosie, mais comme un imitateur. »
Le 19 juin 1986, après la mort de Coluche, Henri Giraud décide de concrétiser son idée pour rendre hommage au comique qu'il vénérait et qu'il avait vu sur scène à Roanne en 1976 : « J'ai voulu donner un spectacle pour lui rendre hommage comme d'autres ont écrit des livres ou réalisé des émissions. C'est à partir de là que j'ai creusé au niveau de la voix et de la gestuelle. »
L'année suivante, inscrit dans une agence de sosies, il commence à interpréter les sketches de Coluche sur scène sur son temps libre, avant d'en faire son métier en 2000 comme il le précise : « Ca a marché tout de suite, et ça m'a pris de plus en plus de temps si bien que j'ai dû laisser mon emploi pour le spectacle. » Il nomme son spectacle « Tchao l'enfoiré », qu'il interprétera plus de deux-mille-cinq-cent fois à travers la France, non décidé à s'arrêter : « Je continuerai tant que ça marche. Il y a [certains sketches] que je suis obligé d'adapter aux situation d'aujourd'hui. Je sais très bien toutes les différences qu'il y a entre lui et moi. Et elles ne sont pas que physiques. La seule chose que nous partageons au fond Coluche et moi, c'est le bonheur de faire rire les gens, sinon, il est autrement plus talentueux dans ses réparties. »

#### Le spectacle

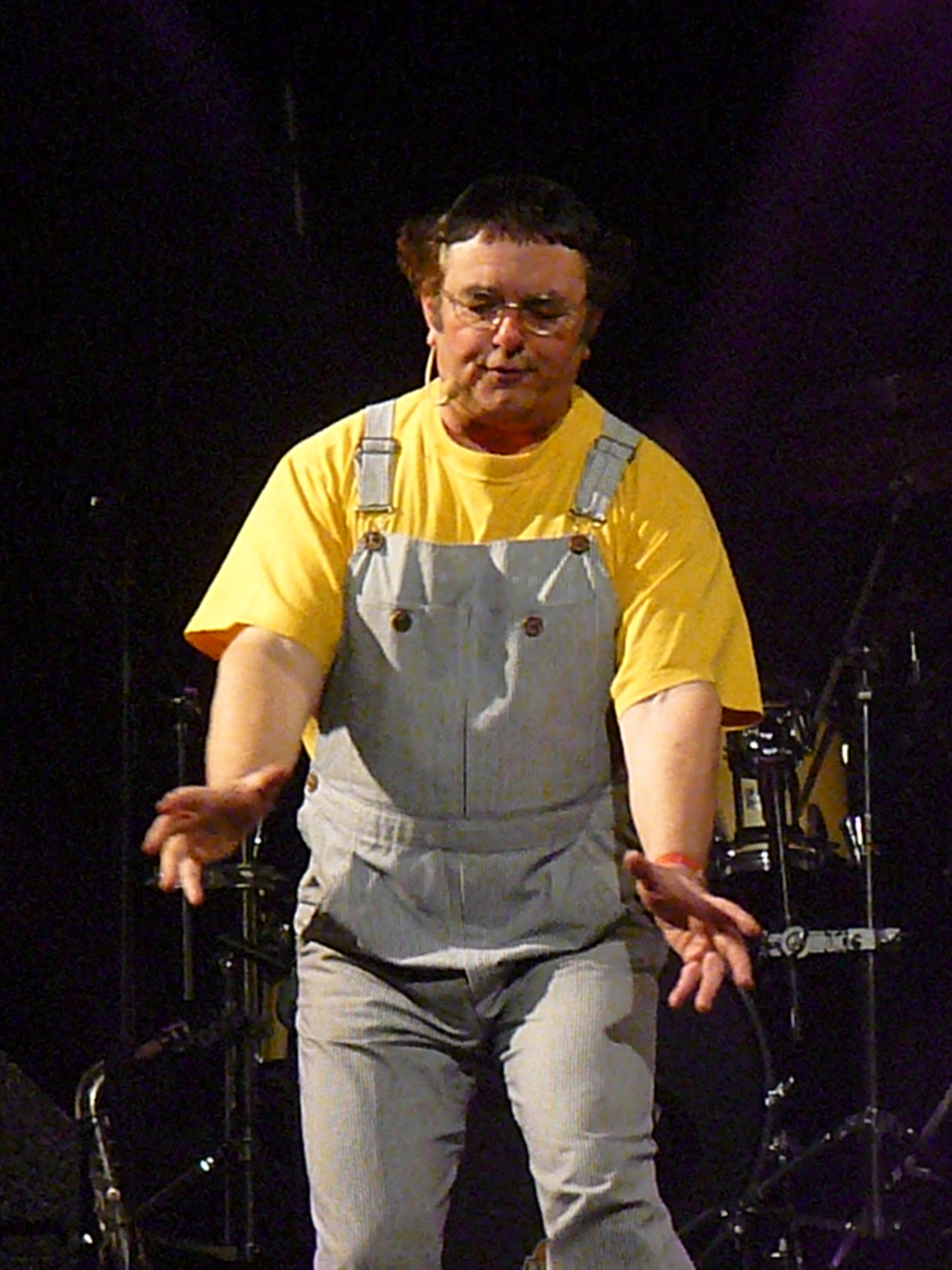
Première partie de Tchao l'enfoiré le 7 mai 2010 à Gandrange

Vêtu d'une salopette sur un t-shirt jaune, comme l'était Coluche, Henri reprend certains des sketches de ce dernier, parfois en les réadaptant (comme remplacer Gorbatchev par Poutine ou Mitterrand par Chirac), mais en interprétant aussi de nouveaux sketches qu'il a lui même écrits à la manière de Coluche, comme le Mariage raté,.

« Si la salopette sur tee-shirt jaune n'a pas bougé d'une rayure et la voix est identique, les textes des sketches aussi célèbres que le flic ou l'étudiant sont par contre légèrement adaptés pour coller à l'air du temps, et permettre à ce "clone" rigolo d'apporter sa touche d'humour personnelle, démontrant qu'il n'est pas simplement un remplaçant, mais un artiste à part entière. »

— Var Matin, Dragignan

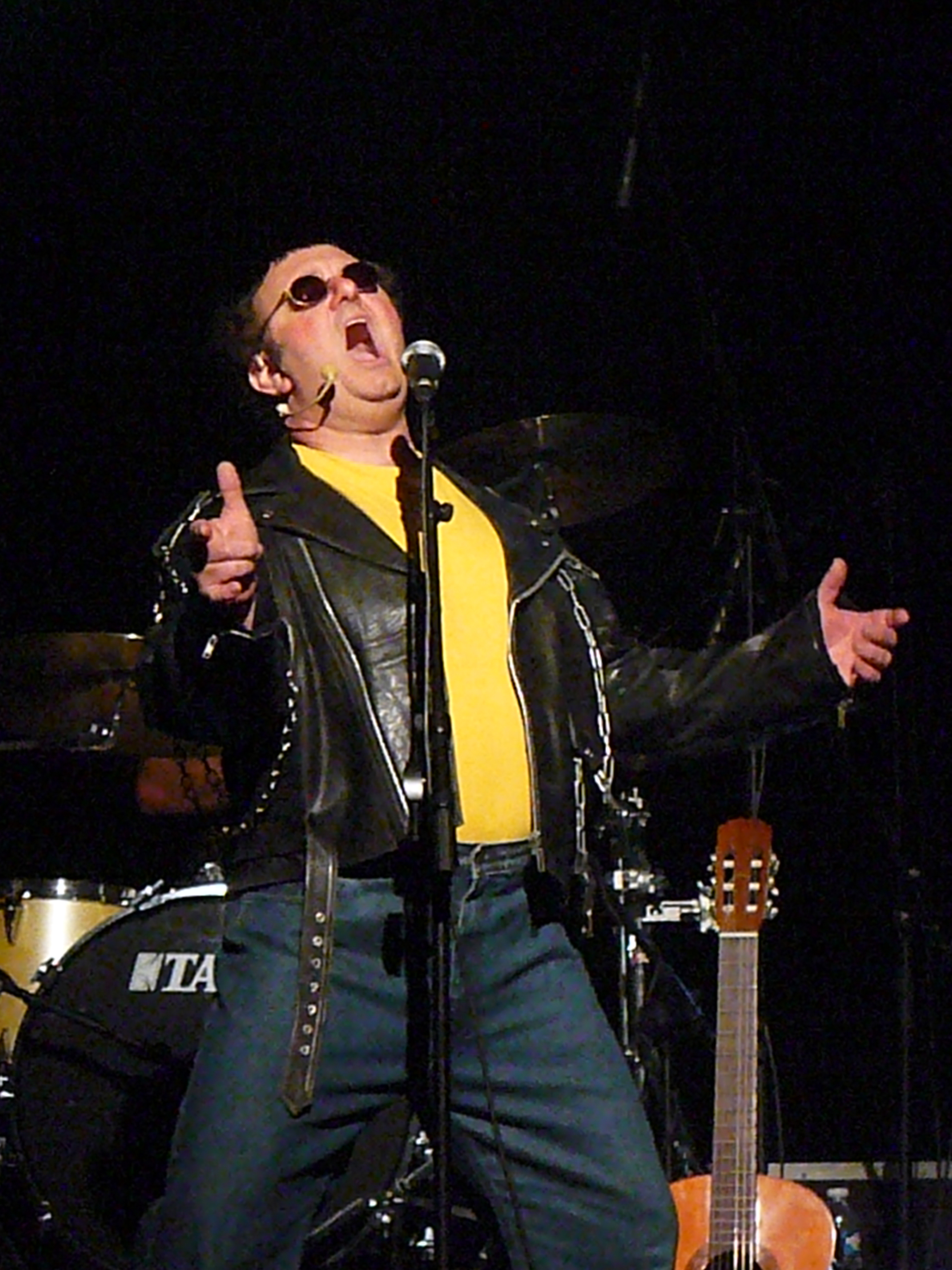
Deuxième partie de Tchao l'enfoiré le 7 mai 2010 à Gandrange

La première partie de son spectacle fait revivre Coluche dans cette célèbre tenue. La deuxième le montre en rocker avec blouson de cuir et lunettes noires. La troisième rend hommage à l'humoriste, avec notamment l'interprétation de la chanson  Le Temps des cerises jouée au violon avec des gants de boxe.

« Le comédien roannais Henri Giraud a rendu hommage à Coluche au cours d'un spectacle, véritable régal d'humour, intitulé Tchao l'enfoiré. Même coupe de cheveux, même salopette, même souliers jaunes, mêmes mimiques, Henri Giraud a bâti son spectacle autour de sketchs et chansons de Coluche mais aussi de textes personnels écrits à la manière du grand humoriste. »

— La Montagne (11/10/2015)

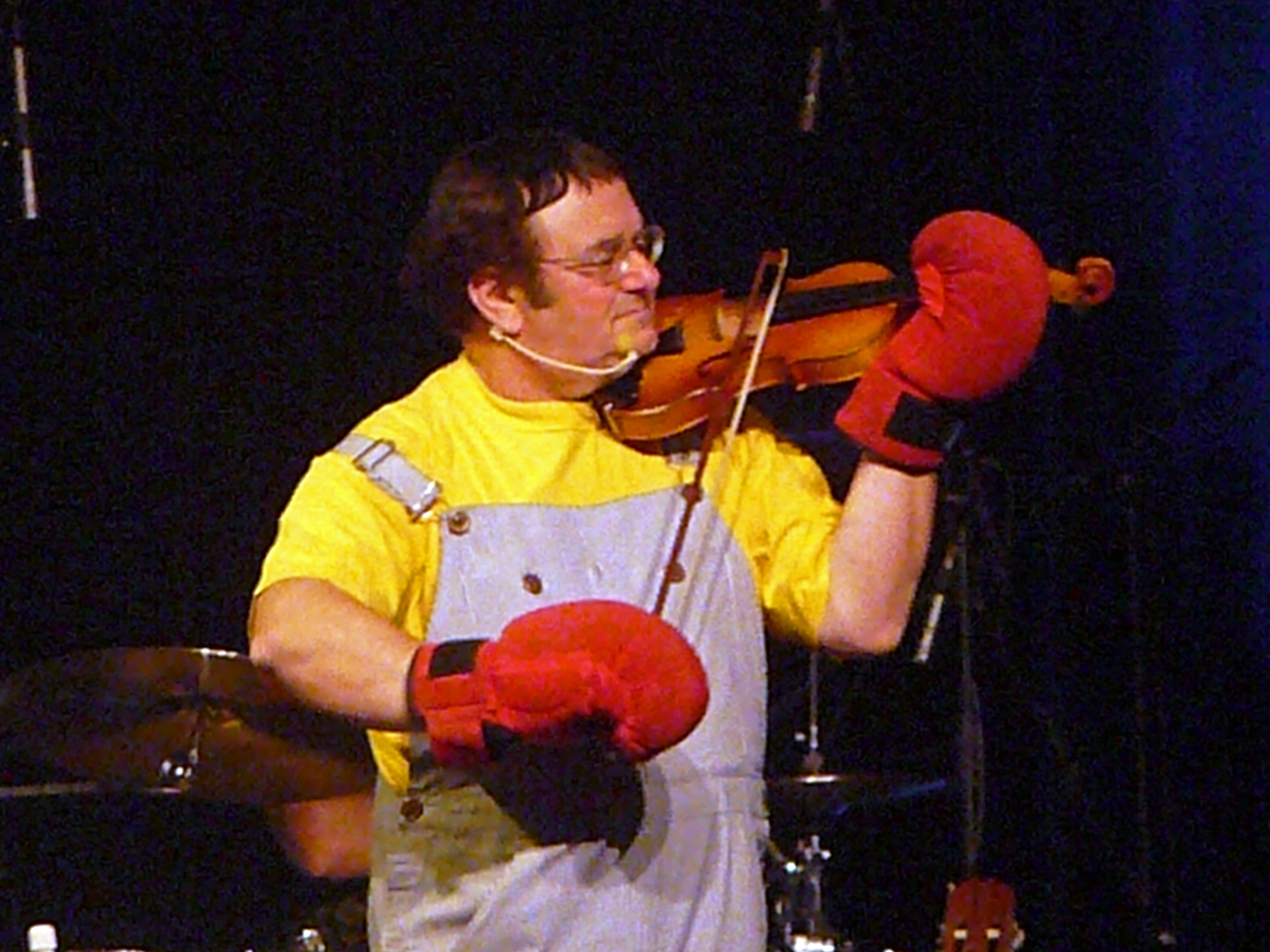
Troisième partie de Tchao l'enfoiré le 7 mai 2010 à Gandrange

Parmi les sketches de Coluche, Henri Giraud reprend L'Auto-stop, On n'a pas eu de bol, Les Vacances, l'Étudiante, l'Administration, le Poème, le Blouson noir, le Viol, le Flic, le Cancer du bras droit ou le Violon.
Accompagné par cinq musiciens, il interprète également des chansons à textes comme On n'est pas là pour se faire engueuler, Sois fainéant, Misère, The blues in Clermont-Ferrand, J'suis l'andouille qui fait l'imbécile, et Les Restos du cœur. La chanson La Fanfare est une œuvre collective avec ses musiciens comme il l'explique : « Il y a une énergie collective qui se dégage. Dans le sketch final de la fanfare, tout le monde s'est lâché et c'est sympa. Comme on est très complices en dehors, c'est presque comme une vrai répétition à nous, au cours de laquelle on se chambre. »
À côté de Tchao l'enfoiré, Henri Giraud interprète un autre spectacle consacré à Coluche intitulé Je me marre coécrit avec Fabrice Piastrino,.,,

#### Lieux et soirées
En plus de se produire sur des scènes de théâtres ou de salles de spectacle, Henri Giraud joue Coluche dans des clubs de seniors, , des salles d'hôpitaux, lors des soirées caritatives, de repas festifs ou de galas pour des entreprises comme Canon, La Poste, Crédit Mutuel, Renault Trucks, EDF.
Il participe aussi à des soirées spéciales comme La Nuit des sosies  ou Copy Conform au cours desquelles il apparait en compagnie d'autres sosies de célébrités telles que Michel Sardou (Serge Cardu), Johnny Hallyday (Johnny Vegas, Patrick Beaufort, Johnny Star ou Johnny Halloway), Céline Dion (Nayah), Mike Brant (Claude Arena), Pascal Obispo (Xavier Lelay), Francis Cabrel (Serge Garcia), Mylène Farmer (Élodie Myler ou Lyne Grégory), Patrick Bruel (Jérôme Mangis), Patricia Kaas (Patricia Morgane), Véronique Samson (Pascale Vallée), Eddy Mitchell (Eddy Deville), C. Jérome (Gilles Puiset), Michael Jackson (Ben Jackson), Claude François (Bastien Remy), Florent Pagny (Stéphane Petit),,,,,,.

#### Premières parties
Henri Giraud se produit également en première partie de célèbres humoristes ou chanteur comme Popeck, C. Jérome, Herbert Léonard, Patrick Juvet, Patrick Hernandez, Marie Myriam, Jean-Marie Bigard, Patrick Topaloff, Jane Manson, Jean Luc Lahaye, Boney M., Dave, Jacques Maillot, Carlos, Fabienne Thibault, Jean Roucas, Stone et Charden, François Valéry, Olivier Lejeune, Yves Lecoq, Gérard Lenorman, Jean Pierre Mader ou Nicolas Peyrac.

#### Avec d'autres artistes
Henri Giraud participe aussi à des tournées ou spectacles en compagnies d'autres artistes : Le printemps du rire de Toulouse (2001), En remontant le temps (2003), La belle tournée (2004) avec Les Divines Fantaisies et Les Vagabonds ; La tournée du groupe Centre France (2005) avec Olivier Villa, Mam'zelle Chloé, Les Ouhlala !!, Fabienne Thibeault et Jean-Pierre Debarbat ; Ages tendres et têtes de bois (2011 et 2012) ; croisière SNCM (2012), Midi Première avec Danièle Gilbert (2019 et 2021).

#### Enregistrement sur CD
En mai 2004, Henri Giraud enregistre un CD À la manière de..., sur lequel il interprète six textes originaux qu'il a écrits à la manière de Coluche dont La sositude ça n'existe pas. Le CD sort le 5 juin à Roanne lors de la première de La belle tournée avec les Vagabonds.

#### Promotion à La Réunion
Du 7 au 21 février 2006, Henri Giraud effectue une tournée de promotion sur l'île de La Réunion : interviews et séances photos pour des journaux, émissions de radio, passage et sketch dans l'émission diffusée en direct Les étoiles du sport sur Antenne Réunion depuis Champ-Fleuri, trois spectacles (Le Port, Saint-Pierre et Petite-île), et séance de dédicaces à Sainte-Suzanne.
Cependant, la tournée d'Henri Giraud  est un peu perturbée par la présence de l'épidémie de Chikungunya sur l'île : plus de 120 000 personnes (soit un habitant sur 6) sont à ce moment contaminées. De nombreux artistes ayant annulés leur spectacles ou concerts, les journalistes demandent alors à Henri s'il n'a pas peur du virus et ce dernier brave le danger en essayant d'être drôle : « Ce qui m’a fait le plus peur dans le Chikungunya, c’est l’atterrissage à l’aéroport : ils avaient mis tellement d’insecticide qu’on voyait plus la piste.
Moi, je me protège. Je mets un spray qui éloigne les moustiques femelles. Je ne sais pas si c’est efficace sur les moustiques, mais sur les gonzesses, ça marche bien : depuis que je mets le spray, y’en a pas une qui s’approche à moins de 5 mètres ! Je suis peinard ! un peu trop même. »,

#### Émissions télévisées
Henri Giraud apparait dans plusieurs émissions télévisées lors d'un reportage ou présent sur le plateau : 50 mn Inside de Nicos Aliagas (TF1), Double Jeu de Thierry Ardisson (France 2), France 3 régions, Téléthon (France 2), Thé ou Café de Catherine Ceylac (France 2), Vie d'ici (TL7 St Etienne), Journal de 13h00 de Jean-Pierre Pernaut (TF1),.

#### Émission radiodiffusées
Depuis 2021, Henri Giraud présente son vrai faux journal télévisé « C'est pas moi, c'est lui » le mercredi après-midi à 16h10 sur France Bleu Saint-Étienne Loire.

#### L'Oscar du Roannais
Le 28 septembre 2005, sur la scène du théâtre municipal de Roanne, Henri Giraud est récompensé par un « Oscar du Roannais » dans la catégorie « Associations-culture » pour son spectacle « Tchao l'enfoiré »: Il commente cette nomination : « J'étais déjà fier d'être roannais, je le suis un peu plus maintenant que je sais que les roannais sont "un peu" fiers de moi. »
Le 25 juillet 2008, Henri Giraud participe à l'émission Village Départ sur France 3, avant le départ de la 19e étape du tour de France, Roanne - Monluçon. L'émission, enregistrée le 11, le montre grimé en clown Sibémol (personnage d'un de ses spectacles) sur la scène du théâtre de Roanne, où après avoir accueilli le journaliste, il fait une démonstration de ses talents, avant de recevoir des mains de ce dernier, l' « Oscar du Roannais » qu'il lui a été décerné en 2005.

#### La vie en dehors de Coluche
Henri Giraud n'a pas de problème de personnalité à se glisser dans la peau de Coluche et reste Henri Giraud quand il n'est pas sur scène, comme il le précise : « Il est important pour moi de faire la part des choses. lorsque je ne joue pas pendant quelque temps, je change de coiffure, de lunettes et je vais même jusqu'à me laisser pour la barbe pour être tranquille. » Henri insiste également sur le fait qu'il utilise sa voix normale lors d'interviews : « Dans le monde des sosies, il y a des gens qui ne font pas de coupure entre le spectacle et la réalité. Pour moi quand j'enlève mon costume c'est fini. »
Il ne réserve pas non plus des pièces de son domicile pour idolâtrer le défunt humoriste : « Certains pensent que j'ai installé chez moi un véritable sanctuaire à Coluche. Il n'en est rien. Le premier truc que [les journalistes de Zone interdite] m'ont demandé en arrivant chez moi c'est où était la pièce consacré au culte, avec des photos de Coluche partout sur les murs. Je leur ai répondu que ce n'était pas du tout mon truc. »

### Metteur en scène
À côté de ses prestations d'humoriste, Henri Giraud continue à écrire et mettre en scène les spectacles de la troupe « Le Groupe Artistique de l'ALC » (Amicale laïque du Coteau) dans laquelle il a débuté: Fantômes et services compris (1995), Prince ou voleur pour l'amour de Marianne (2009), Meurtre au Moulin rouge (2010) et Une maison dans la prairie (2011),, C comme Capone (2018).

### Acteur
En 2004, Henri Giraud fait une apparition en tant que sosie de Coluche dans le film Podium à côté du sosie de Claude François joué par Benoît Poelvoorde,. Il a été sélectionné pour jouer sur scène un court extrait d'un sketch écrit pour l'occasion par Yann Moix, sur le thème des sosies. Ce dernier a ensuite tenu de gentils propos à son égard : « On s'est bien entendu. C'est un type très bien, humainement, et très drôle. »
En 2008, il interprète Coluche dans le téléfilm Rien dans les poches produit par Alain Chabat, comme il l'explique : « Je suis de retour de deux jours de tournage sur le plateau de Rien dans les poches . On a tourné deux scènes, à Paris dans le Quartier des Halles, et j'ai même donné la réplique à Emma de Caunes. Je ne sais pas ce qui sera gardé au montage, mais je sais tout ce qui est gardé dans ma tête. C'est con, je suis le seul à le voir, mais croyez moi, ça vaut le coup. Je vous laisse, je vais fermer les yeux et le regarder encore une fois »

## Galerie photographique

Henri Giraud en spectacle le 7 mai 2010 à Gandrange
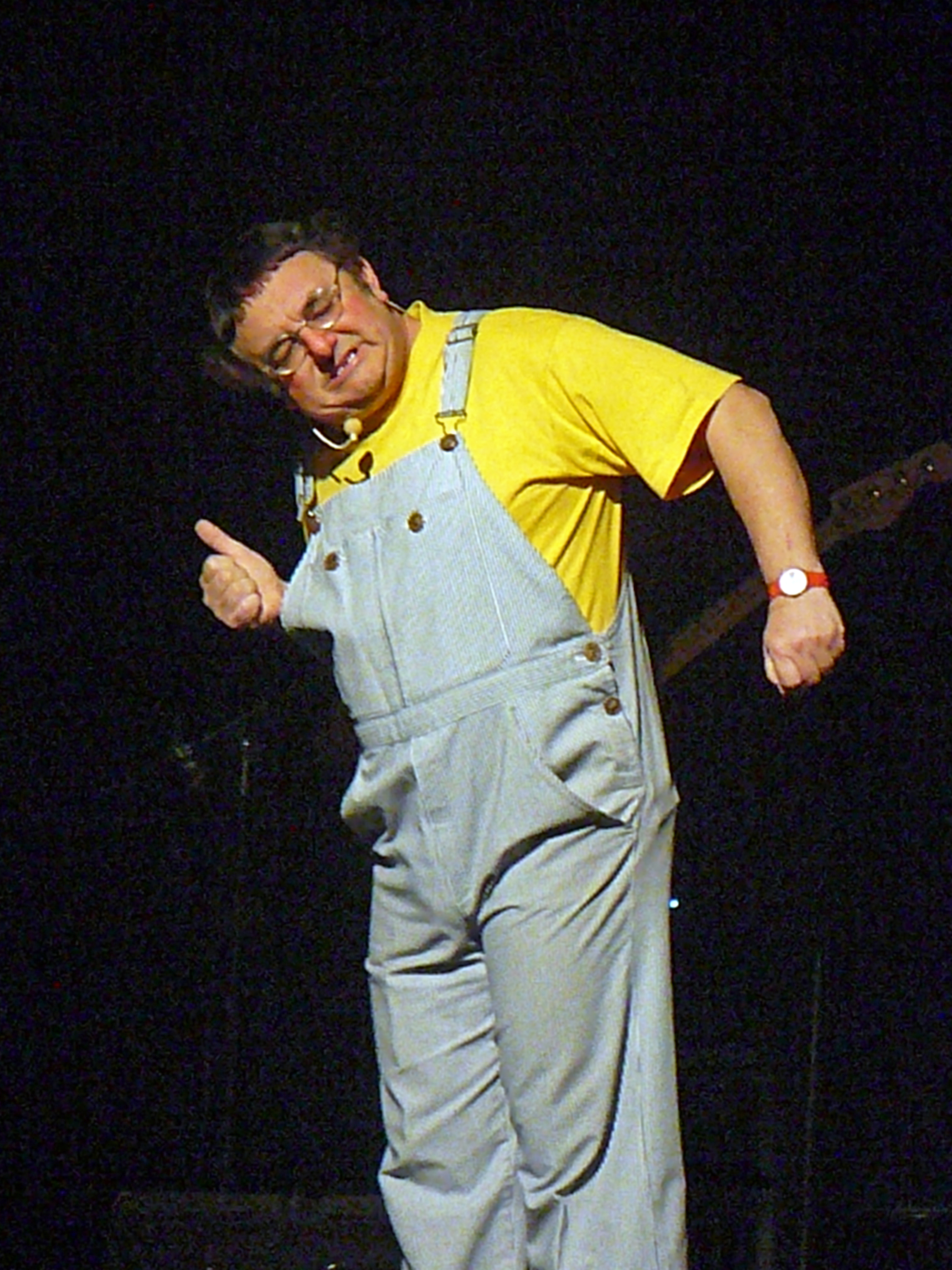
L'auto-stop
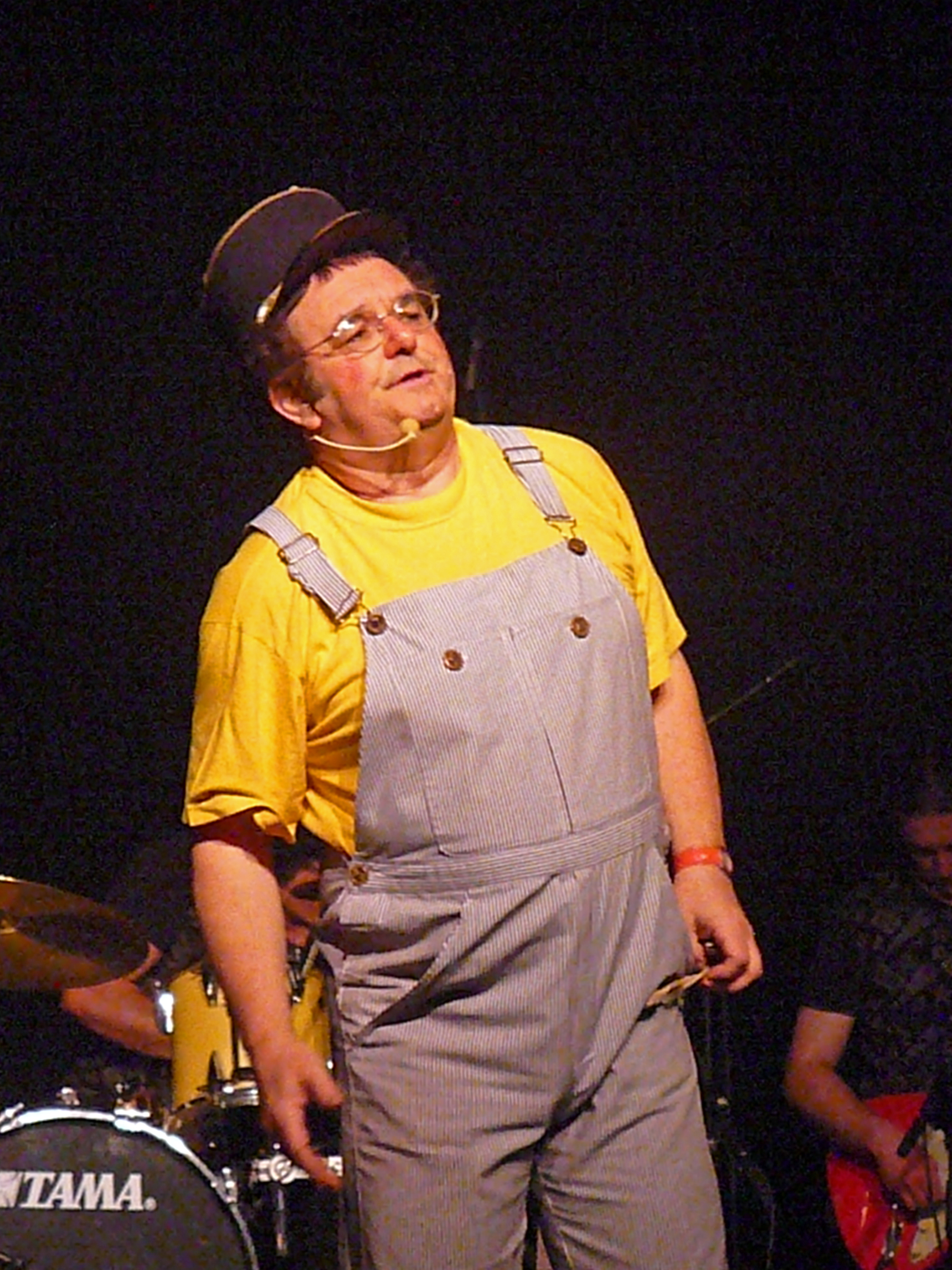
Le flic
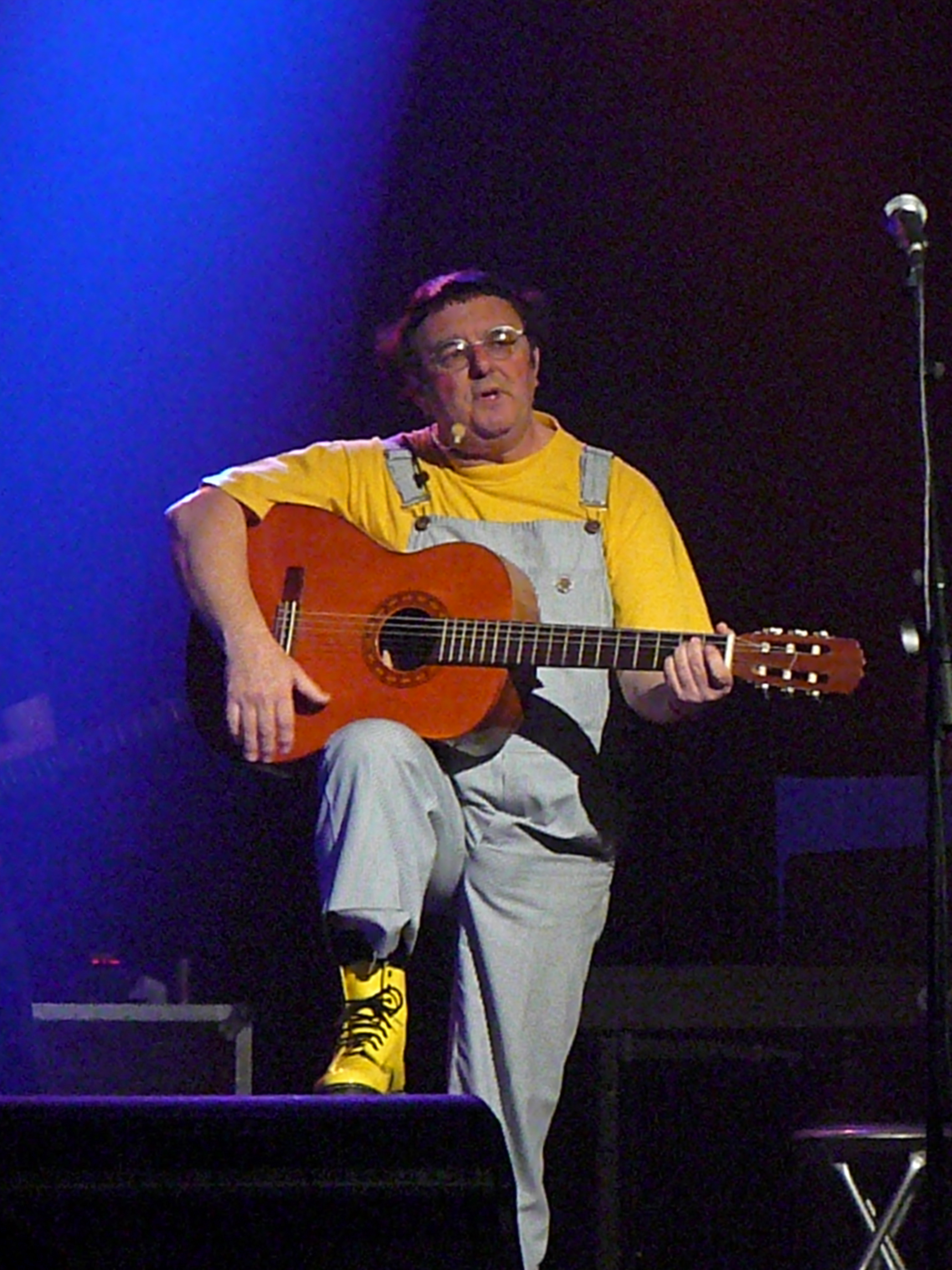
Misère
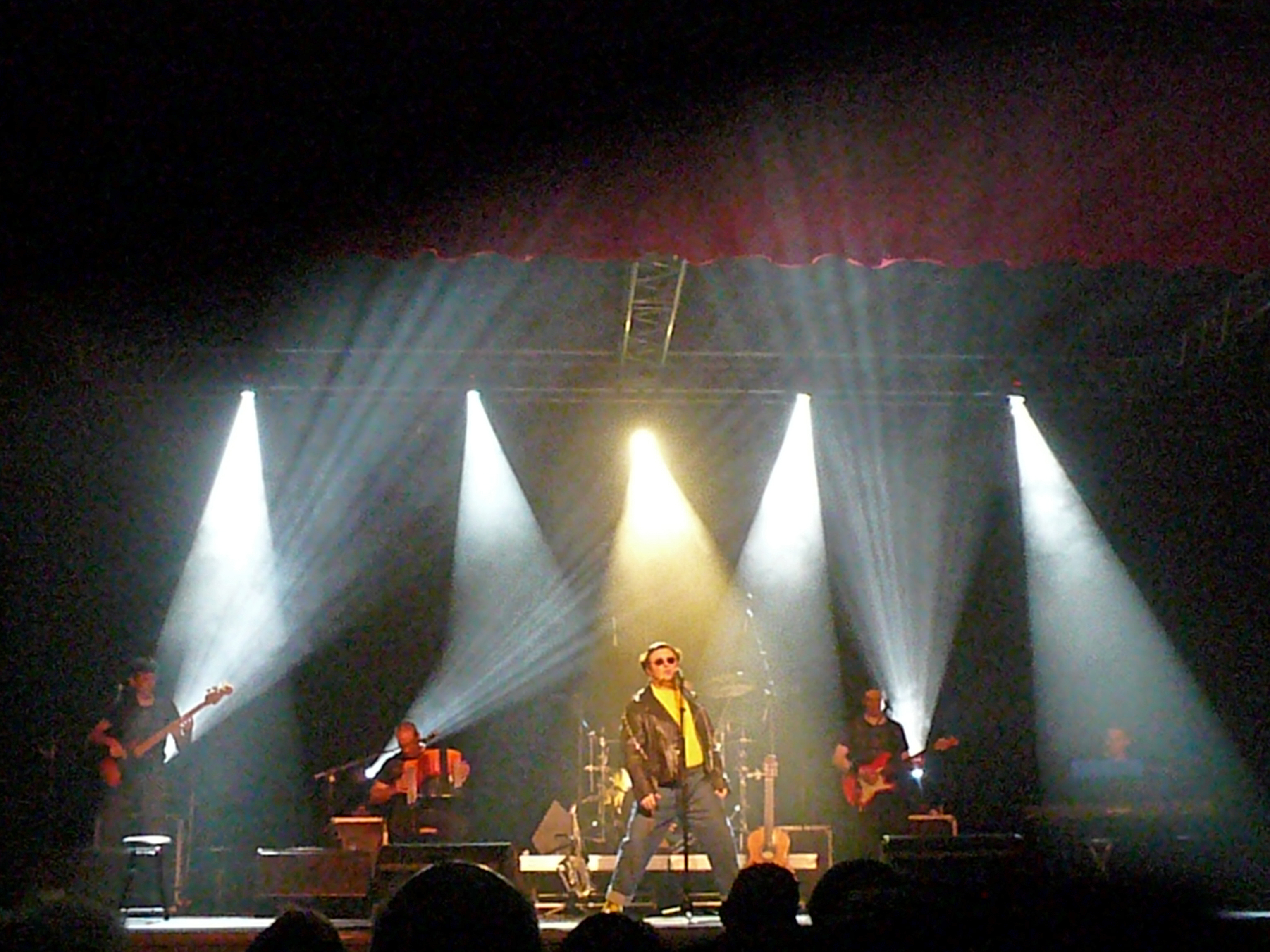
Le rockeur
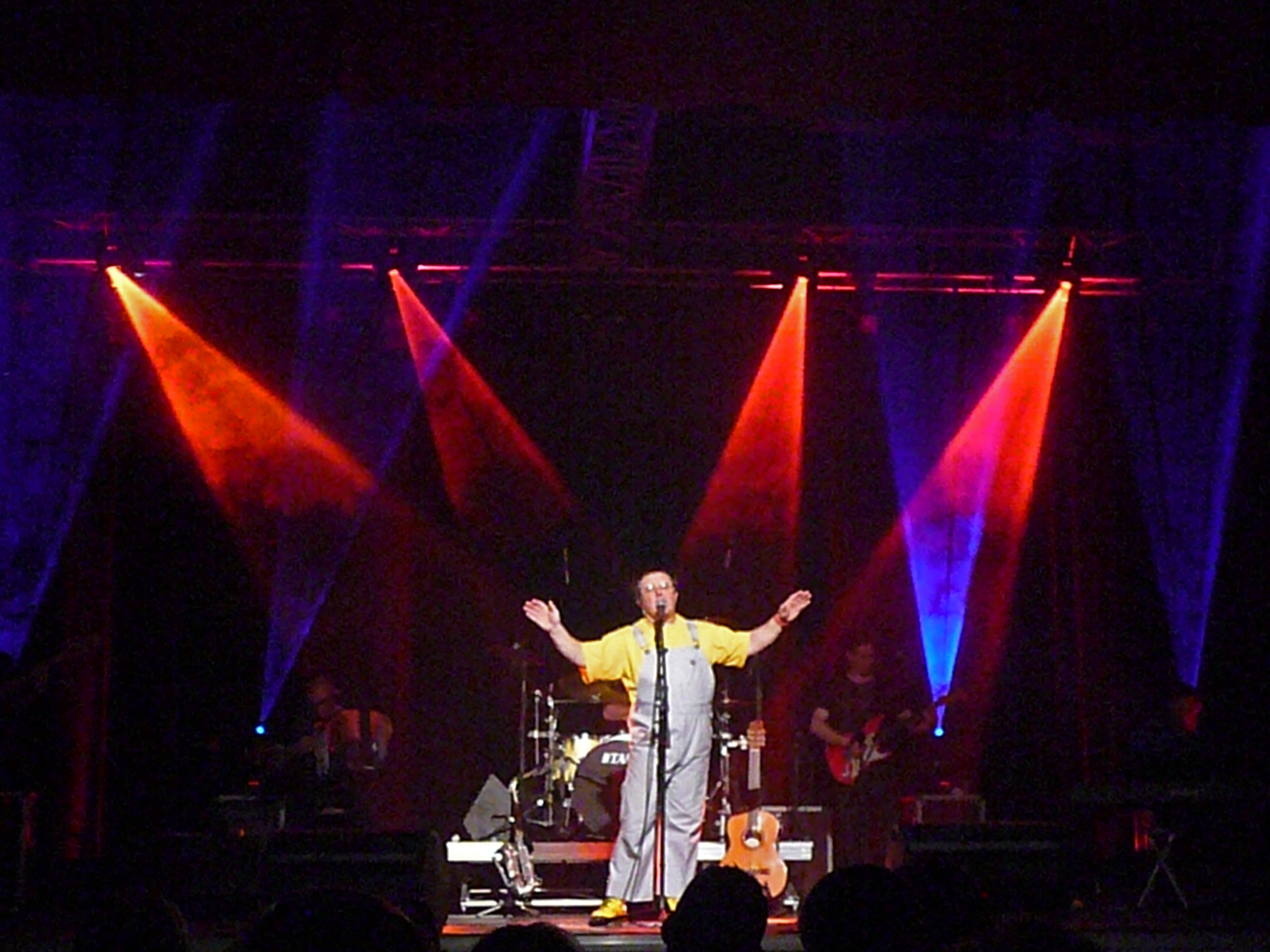
Jeu de lumières
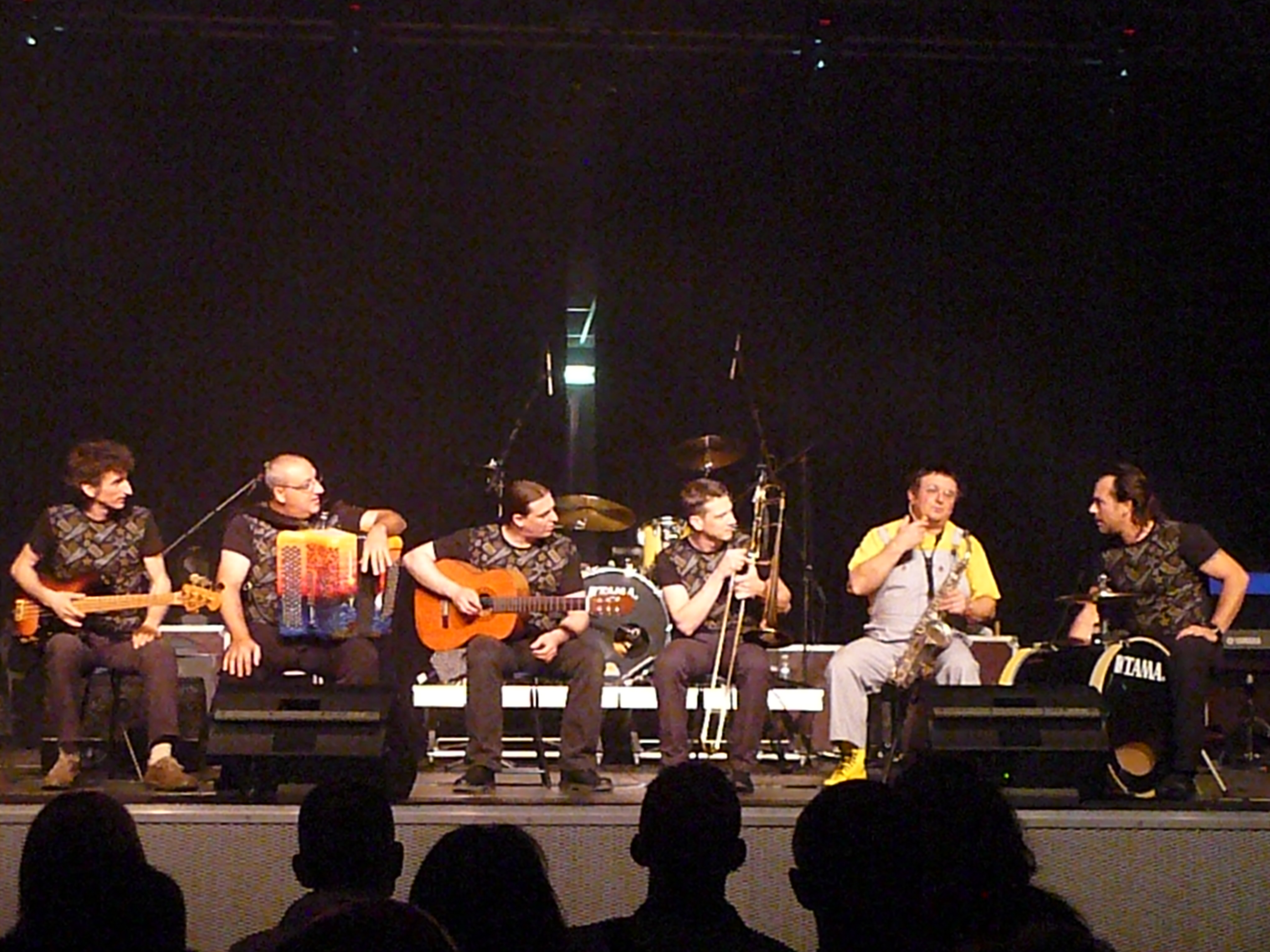
L'orchestre
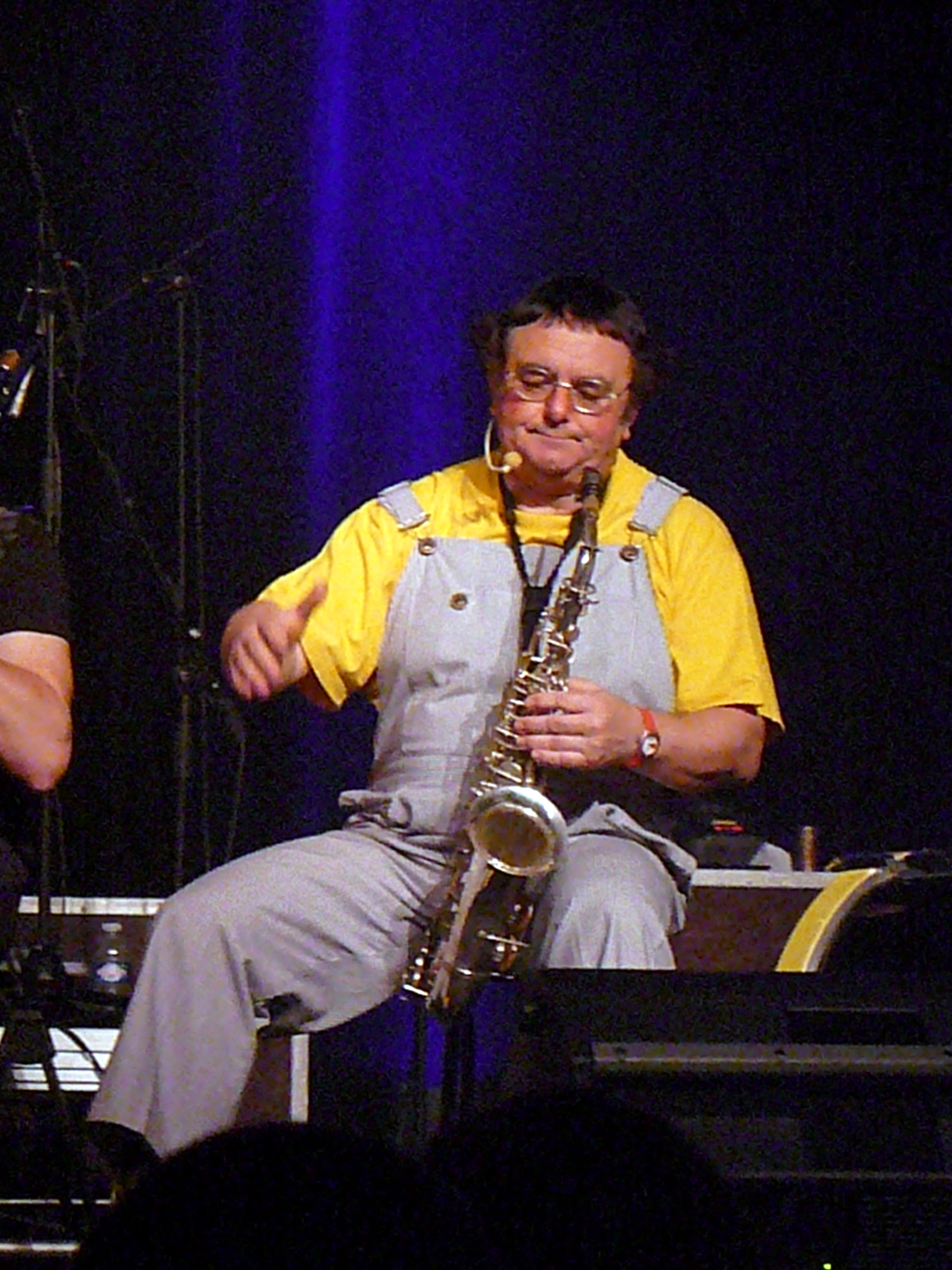
Le saxophone
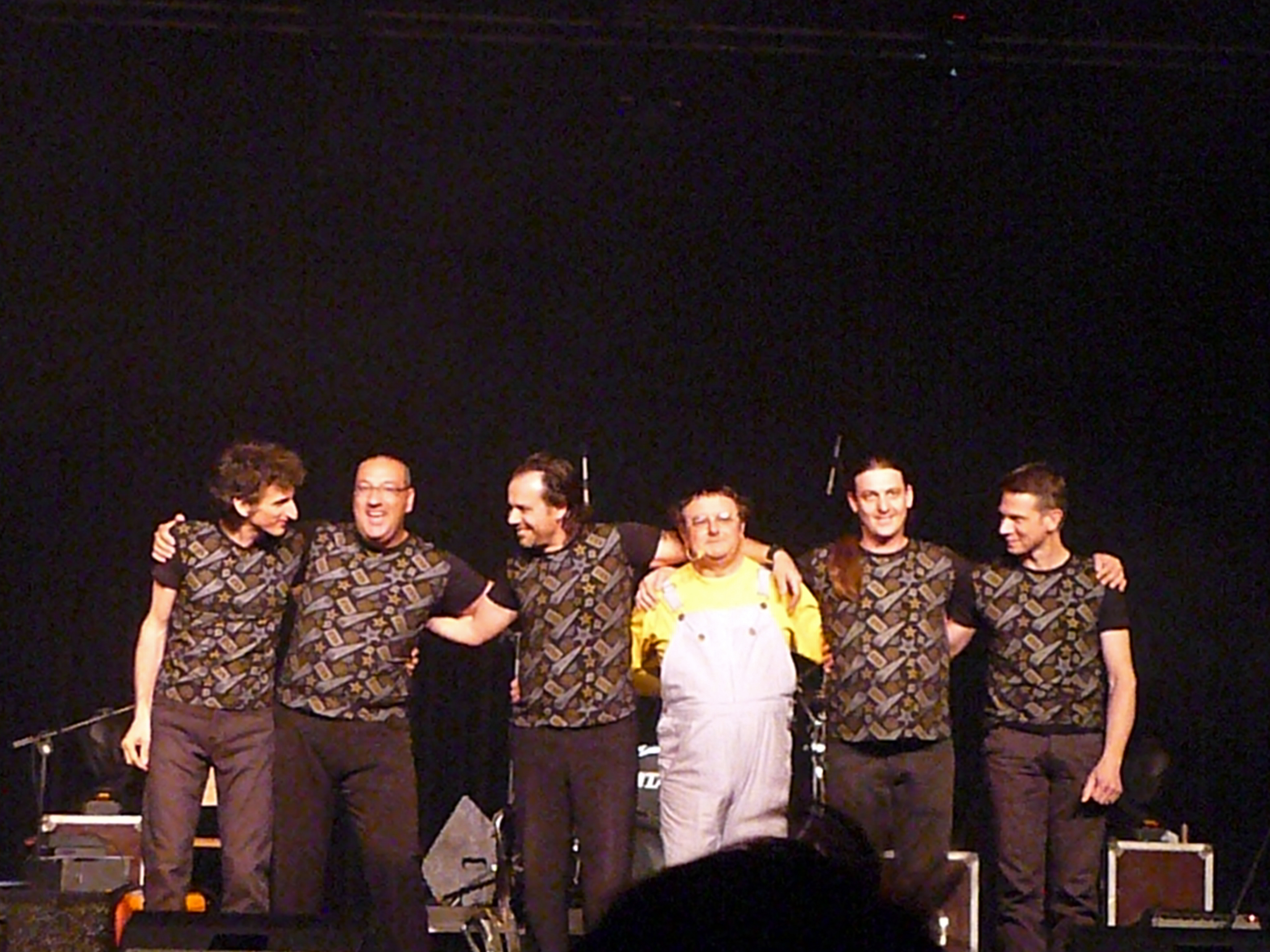
Salutations

## Vie privée
Henri Giraud et marié et père de quatre enfants. L'un de ses enfants, Thomas, est également humoriste et interprète, en première partie de son père, son spectacle Ca m'énerve. Henri joue également avec sa femme et ses enfants dans un spectacle Les Costels font le cirque.

## Spectacles

### One man show
- Tchao l'enfoiré (depuis 2002)
- Je me marre (depuis 2010)

### Avec d'autres artistes
- Le printemps du rire de Toulouse (2001)
- Nuit des sosies (2001)
- Copy Conform (2002)
- En remontant le temps (2003)
- La belle tournée (2004)
- La tournée du groupe Centre France (2005)
- Ages tendres et têtes de bois (2011 et 2012)
- Croisière SNCM (2012)

### Auteur et mise en scène
- Fantômes et services compris (1995)
- La belle vie de Sarah Bel (2006)
- Prince ou voleur pour l'amour de Marianne (2009)
- Meurtre au Moulin rouge (2010)
- Une maison dans la prairie (2011)
- C comme Capone (2018).

## Discographie
- À la manière de (2004)

## Filmographie

### Cinéma
- Podium (2004)

### Télévision
- Rien dans les poches (2008)

## Émissions télévisées
- 50 mn Inside (TF1)
- Double Jeu (France 2)
- France 3 Régions
- TLM
- Téléthon (France 2)
- Thé ou Café (France 2)
- Cérémonie des Etoiles du Sport (Antenne Réunion, 17/02/2005)
- Vie d'ici (TL7 St Etienne)
- Journal de 13h00 (TF1)

## Émission radiodiffusée
- C'est pas moi, c'est lui (France Bleu Saint-Étienne Loire).

## Distinctions
- « Oscar du Roannais » dans la catégorie « Associations-culture » (2005)